# Dubočac
Dubočac – wieś w Chorwacji, w żupanii brodzko-posawskiej, w gminie Bebrina. W 2011 roku liczyła 202 mieszkańców.